# Oporinia omissa
Oporinia omissa là một loài bướm đêm trong họ Geometridae.